# Coupe de Suisse de football 1930-1931
Navigation
Édition précédente Édition suivante
La Coupe de Suisse 1930-1931 est la sixième édition de la Coupe de Suisse, elle débute le 4 octobre 1930 et s'achève le 10 mai 1931 avec la victoire du Football Club Lugano qui remporte son premier titre.

## Compétition

### Quarts de finale
Les quarts de finale ont lieu le 1er février 1931.
| Équipe 1                | Résultat | Équipe 2           |
| ----------------------- | -------- | ------------------ |
| FC La Chaux-de-Fonds    | 3 – 1    | FC Nordstern Bâle  |
| Grasshopper Club Zurich | 7 - 2    | Blue Stars Zurich  |
| FC Granges              | 1 - 4    | FC Lugano          |
| Urania Genève Sport     | 8 - 0    | Cantonal Neuchâtel |

### Demi-finales
| Équipe 1                | Résultat | Équipe 2             |
| ----------------------- | -------- | -------------------- |
| FC Lugano               | 3 - 1    | Urania Genève Sport  |
| Grasshopper Club Zurich | 2 - 1    | FC La Chaux-de-Fonds |

### Finale
| 10 mai 1931 | FC Lugano | 2 - 1   | Grasshopper Club Zurich | Campo Marzio, Lugano |                     |
|             |           | (0 - 0) |                         | Spectateurs : 7 000  | Spectateurs : 7 000 |